# Aimery de Roquemaurel
Pour les autres membres de la famille, voir Maison de Roquemaurel.
Aymeric de Roquemaurel, est un prélat français du XVe siècle, évêque de Montauban.

## Biographie
Il fut prieur de Saint-Félix et de Villefranche, prieur-mage de Figeac, abbé de Moissac, grand-prieur de l'église de Montauban, puis évêque de Montauban et commissaire du Saint-Siège.